# 고혜성
고혜성(1975년 4월 11일 ~ )은 대한민국의 희극 배우이다.

## 출연작

### 방송
- 개그콘서트 (KBS)
- 생방송 세상의 아침 (KBS)
- 개그사냥 (KBS)
- 폭소클럽 (KBS)
- 굳세어라 금순아 (MBC)
- 코미디 X-1 (tvN)
- 황금신부 (SBS)
- 개그공화국 (MBN)